# Ordinary (来生たかおのアルバム)
『Ordinary』（オーディナリー）は、1983年にリリースされた来生たかおの9枚目のオリジナルアルバム（LP〈規格品番：28MS-0038〉／CT〈規格品番：28CS-0038〉／CD〈規格品番：3133-5〉
）である。

## 概要
※原則的に、来生たかおは“来生”に省略、来生えつこは“来生えつこ”と表記。
ジャケットには、白く大きなピアノに向かう来生自身と思われる人物が描かれているが、その服飾及びピアノの上に座った猫が、灰色のものとピンク色のものの2種類が存在する。
編曲者の“矢倉銀”は、来生のペンネームである。
CDは、同年9月1日にリリースされている。

## 復刻盤
- 1991年4月25日：CD（規格品番：KTCR-1052）
- 1995年7月21日：歌手デビュー20周年に際し、CD選書Q盤として高城賢によるデジタルリマスター化（規格品番：KTCR-1564）。
- 2007年3月21日：オリジナル・アルバム、企画アルバムを集めた21枚組CD-BOX『来生たかお大全集』（ユニバーサルミュージック／規格品番：UPCY-6355/75）に1995年版を収録（規格品番：UPCY-6363）。
- 2013年6月19日：CD（規格品番：PROT-1067）他の4枚のアルバムと共にタワーレコードから限定発売[1]。2013年デジタル・リマスター使用。

## パッケージの体裁

### アルバムタイトル
※初出のジャケット表記“Ordinary”以外のもの。
帯
- LP・オリジナル版CD：“オーディナリィ”
- 1991年版CD：“オーディナリー”

なお、各種ディスコグラフィーによっても表記は片仮名やアルファベットになっている。

### ディスクジャケット
- オリジナル版CD：ジュエルケースに2つ折りのカード（及び、歌詞カード〈ジャケットの内側にも歌詞の記載あり〉）を挿入
- 1991年版CD：ジュエルケースに2つ折りのカード（及び、オリジナル版CDのものを基調とした歌詞カード〈ジャケットの内側にも歌詞の記載あり〉）を挿入
- 1995年版CD：ジュエルケースに2つ折りのカード（及び、LP版のものを基調とした歌詞カード、既出オリジナル・アルバムのディスコグラフィー）を挿入
- 2007年版CD：ジュエルケースに2つ折りのカード（及び、LP版のものを基調とした歌詞カード）を挿入（厚紙製収納ケース付き）

### 帯のコピー
- LP：夏風に追いかけられて、気分は限りなくヘルシー　洗練されたサウンドづくり、いよいよ完成度を極めた来生たかお最新オリジナル・アルバム。　最新シングル「吐息の日々」収録
- オリジナル版CD：？
- 1991年版CD：記載なし
- 1995年版CD：PopでよりSimpleに洗練された傑作9thアルバム。 「無口な夜」、「吐息の日々」、「涼しい影」他、珠玉の作品集。（“20th anniversary”の記載あり）

## 収録曲
LP版・CT版（CD版は省略）
※各曲の収録時間はLPの記載に準拠

### SIDE 1
1. あなたのように（3：20）
  - 作詞：来生えつこ ／ 作曲：来生たかお ／ 編曲：新川博
  - TBS系ドラマ『となりのあの娘』の主題歌として使用された。
2. 水の中のグラス（3：46）
  - 作詞：来生えつこ ／ 作曲：来生たかお ／ 編曲：新川博
  - タイトルは、ロマン・ポランスキーが監督した映画『水の中のナイフ』がヒントになっている[2]。
  - 来生えつこによる同名小説が短編集『エピソード』（角川書店／1988年）に収められている。
3. 吐息の日々（3：50）
  - 作詞：来生えつこ ／ 作曲：来生たかお ／ 編曲：星勝
  - 第15弾オリジナルシングル（1983年7月1日リリース）。
4. ふたり一緒に（4：10）
  - 作詞：来生えつこ ／ 作曲：来生たかお ／ 編曲：倉田信雄
  - 数少ない歌詞が先に作られていた楽曲の一つで[3]、来生えつこによれば、登場する男性は実の夫がモデルになっているという[4]。
  - 岡田有希子が愛聴していたという[5]。
5. ニュアンス（4：25）
  - 作詞：来生えつこ ／ 作曲：来生たかお ／ 編曲：大村雅朗

### SIDE 2
1. Day Light Girl（3：58） 
  - 作詞：来生えつこ ／ 作曲：来生たかお ／ 編曲：星勝
2. まどろみミステリー（4：26）
  - 作詞：来生えつこ ／ 作曲：来生たかお ／ 編曲：椎名和夫
  - 第14弾オリジナル・シングル「無口な夜」（1983年3月1日リリース）のB面にも収録され、カルピス「カピーホワイト」TVCFイメージソングとして使用された。
3. 無口な夜（3：53）
  - 作詞：来生えつこ ／ 作曲：来生たかお ／ 編曲：星勝
  - 第14弾オリジナル・シングルとはアレンジが異なる。楽曲の詳細は『来生たかお作品集 Times Go By』を参照。
4. City Noise（3：47）
  - 作詞：来生えつこ ／ 作曲：来生たかお ／ 編曲：大村雅朗
  - “後味の悪い映画が苛立ちを抱えた主人公の心を煽る”という内容で、来生えつこによれば、登場する映画は『水の中のナイフ』、アラン・パーカーの『ミッドナイト・エクスプレス』がイメージの源泉になっているという[2]。
5. 涼しい影（5：20）
  - 作詞：来生えつこ ／ 作曲：来生たかお ／ 編曲：矢倉銀 ／ ストリングアレンジ：松田真人
  - 構成が面白いものを作りたいという思いで、1枚目のアルバム『浅い夢』収録の「痛手」と同様、コール・ポーターの「Begin The Beguine」に触発されて生まれた楽曲[6]。
  - 河合奈保子が、アルバム『サマー・デリカシー』（1984年6月1日リリース）でカヴァーしている。

## 参加ミュージシャン
- Electric Piano：新川博（SIDE1-1）、松田真人（SIDE1-3）、倉田信雄（SIDE1-3,4）、石川清澄（SIDE1-3）、山田秀俊（SIDE1-5）、中西康晴（SIDE2-2,3）
- Acoustic Piano：新川博（SIDE1-1,2）、松田真人（SIDE1-3／SIDE2-1,5）、倉田信雄（SIDE1-3,4）、石川清澄（SIDE1-3）、中西康晴（SIDE2-2,3）、山田秀俊（SIDE2-4）
- Cembalo：石川清澄（SIDE1-3）
- Accordion：鳥居勉（SIDE2-2）
- Electric Guitar：椎名和夫（SIDE1-1／SIDE2-2,3,5）、鈴木茂（SIDE1-2,5／SIDE2-4）、武沢豊（SIDE1-3／SIDE2-1）、青山徹（SIDE1-3／SIDE2-1）、安川ひろし（SIDE1-4）、松原正樹（SIDE1-5／SIDE2-4）
- Acoustic Guitar：谷康一（SIDE1-1）、安川ひろし（SIDE1-4）、吉川忠英（SIDE2-3）、鳴海寛（SIDE2-5）
- Gut Guitar：安川ひろし（SIDE1-4）
- Electric Bass：美久月千晴（SIDE1-1,2）、富倉安生（SIDE1-3／SIDE2-1）、松本茂（SIDE1-4）、高水健司（SIDE1-5／SIDE2-4）、長岡道夫（SIDE2-2,3）、伊藤広規（SIDE2-5）
- Drums：渡嘉敷裕一（SIDE1-1）、菊池丈夫（SIDE1-2／SIDE2-2,3）、林立夫（SIDE1-3／SIDE2-1）、今泉正義（SIDE1-4）、島村英治（SIDE1-5／SIDE2-4）、青山純（SIDE2-5）
- Synthesizer Drums：菊池丈夫（SIDE2-1）
- Linn LM-1 Drum Computer：松田真人（SIDE1-2／SIDE2-5）
- Latin Percussions：川瀬正人SIDE1-1）、浜口茂外也（SIDE1-2） 、ペッカー（SIDE1-3／SIDE2-1）、ラリー寿永（SIDE1-4）、菅原由紀（SIDE2-2,3,5）
- Chorus：平塚文子（SIDE1-1）、桐毛谷仁（SIDE1-1）、椎名和夫（SIDE1-1,2）、星勝（SIDE1-3／SIDE2-1）、BAZZ（SIDE1-2）、浜田良美（SIDE1-3／SIDE2-1）、松田真人（SIDE1-4／SIDE2-5）、杉征夫（SIDE1-4）、柿崎洋一郎（SIDE1-4）、伊集加代子（SIDE2-3）、和田かよ子（SIDE2-3）、鈴木ひろ子（SIDE2-3）、山川恵津子（SIDE2-5）、鳴海寛（SIDE2-5）
- Strings：トマトグループ（SIDE1-1,2）、加藤グループ（SIDE1-3,4／SIDE2-3,4）、多グループ（SIDE1-3／SIDE2-2,5）
- Synthesizer：新川博（SIDE1-1,2）、川島裕二（SIDE1-3／SIDE2-1,3）、倉田信雄（SIDE1-4）、山田秀俊（SIDE1-5／SIDE2-4）、中西康晴（SIDE2-2）、松田真人（SIDE2-5）
- Synthesizer Program：松武秀樹（SIDE1-5／SIDE2-4）
- Alto Saxophone：J.H.コンセプション（SIDE1-1）
- Flügel Horn：兼崎順一（SIDE1-1）、武田和三（SIDE1-1）、数原晋（SIDE1-5）
- Glocken：新川博（SIDE1-1）
- Trumpet：数原晋（SIDE2-1）
- Trombone：粉川忠範（SIDE2-1）
- Saxophone：土岐英夫（SIDE2-1）、包国充（SIDE2-1）
- Vocoder：来生たかお（SIDE2-5）、松田真人（SIDE2-5）
- Foot Step：来生たかお（SIDE2-5）

## 参加スタッフ
- Producer：多賀英典
- Director：本間一泰
- Recording & Remix Engineer：諸鍛冶辰也、高城賢（KRS）
- Assistant Engineer：丸山光晴、平良正弘、山崎進、脇田貞二（KRS）
- Art Direction：森本常美（工作舎）
- Design：祖父江慎
- Illustration：寺田敬（PRISM）
- Photography：大西成明、佐々木渉
- Cordination：加藤庸一（工作舎）
- A & R：井上彬
- Production Management：キティアーチスト
- Digital Mastering Engineer：前田欣一郎
- Special Thanks To 石谷仁、中野薫